# Metaloplastika Šabac
RK Metaloplastika (vollständiger offizieller Name auf Serbisch: Рукометни клуб Металопластика, Rukometni Klub Metaloplastika), auch als Metaloplastika Šabac bekannt, ist ein serbischer Handballverein aus Šabac. Der größte Erfolg der Vereinsgeschichte war der Gewinn des Europapokals der Landesmeister 1985 und 1986.

## Geschichte
Der Verein wurde 1958 gegründet und lief zunächst unter dem Namen Partizan. Seit 1970 heißt Metaloplastika wie das damals gleichnamige Unternehmen, an welches der Verein angegliedert wurde. 1980 gewann man erstmals den jugoslawischen Pokal. Bis 1988 gewann Metaloplastika sieben Meistertitel in Folge. Von 1983, 1984 und 1986 wiederholte der Verein den Pokalsieg und gewann so dreimal in vier Jahren das Double. 1986 wurde dieses, mit dem Gewinn des Europapokals der Landesmeister, zum Triple erweitert. 1985 gewann der Verein bereits erstmals den Europapokal der Landesmeister. Der Kern der Mannschaft war auch das Gerüst der jugoslawischen Nationalmannschaft, welche 1984 den Olympiasieg errang und 1986 Weltmeister wurde. 1988 stand mit Veselin Vujović der damals erstmals gewählte Welthandballer des Jahres in Šabac unter Vertrag.
Heute spielt der Verein in der ersten serbischen Liga, gehört aber nicht zu den Spitzenteams. Der Verein war für eine Vielzahl an Spielern aus der Balkanregion Sprungbrett zu Vereinen in der deutschen Handball-Bundesliga sowie weiteren europäischen Spitzenligen.
In der Saison 2011/12 nahm Metaloplastika an der erstmals ausgespielten supranationalen SEHA-Liga teil. In den Spielzeiten 2015/2016 sowie 2021/22 konnte der Verein mit dem Gewinn des serbischen Pokals seine ersten beiden nationalen Titel seit den großen Zeiten der 1980er Jahre feiern.

## Erfolge
Meisterschaften – 7
- Jugoslawischer Meister:
  - (7): 1982, 1983, 1984, 1985, 1986, 1987, 1988

Pokalsiege – 5
- Jugoslawischer Pokalsieger:
  - (4): 1980, 1983, 1984, 1986

- Serbischer Pokalsieger:
  - (2): 2016, 2022

International – 2
- Europapokal der Landesmeister
  - (2): 1985, 1986

## Bekannte ehemalige Spieler
- Mirko Bašić
- Jovica Cvetković
- Zoran Đorđić
- Mile Isaković
- Vladan Krasavac
- Slobodan Kuzmanovski
- Muhamed Memić
- Jasmin Mrkonja
- Goran Perkovac
- Zlatko Portner
- Veselin Vujović
- Veselin Vuković
- Dane Šijan